# Pier Luigi Nervi
Pier Luigi Nervi, född 21 juni 1891, död 9 januari 1979, var en italiensk ingenjör, känd för sin kunskap rörande avancerade strukturer i betong.
Nervi föddes i Sondrio och studerade vid Universitetet i Bologna, där han tog examen som byggnadsingenjör (ingeniere edile) 1913. Därefter kallades han in i den italienska armén i vilken han verkade under hela Första världskriget (1914-1918). Därefter inleddes hans karriär som konstruktör av flyghangarer och genom detta fick han stor kunskap och insikt om avancerade strukturer. 
Samtidigt hyste Nervi ett stort intresse för estetik och ansåg att konstruktion och utseende var lika viktiga komponenter för en byggnad. Under senare delen av 1940-talet och framåt kom han alltmer att arbeta med mäss- och utställningsbyggnader och ritade bland annat Roms Olympiastadion 1960 och byggnader inför utställningen Torino 61 i Turin 1961. De flesta av hans byggnader uppfördes i Italien, men han arbetade även i USA och Kanada. Mellan åren 1946 till 1961 undervisade Nervi också vid Universitetet i Rom.
Genom sina fantasifulla, djärvt eleganta konstruktioner i armerad betong framstår han som en av den moderna arkitekturens största begåvningar. 

## Verk

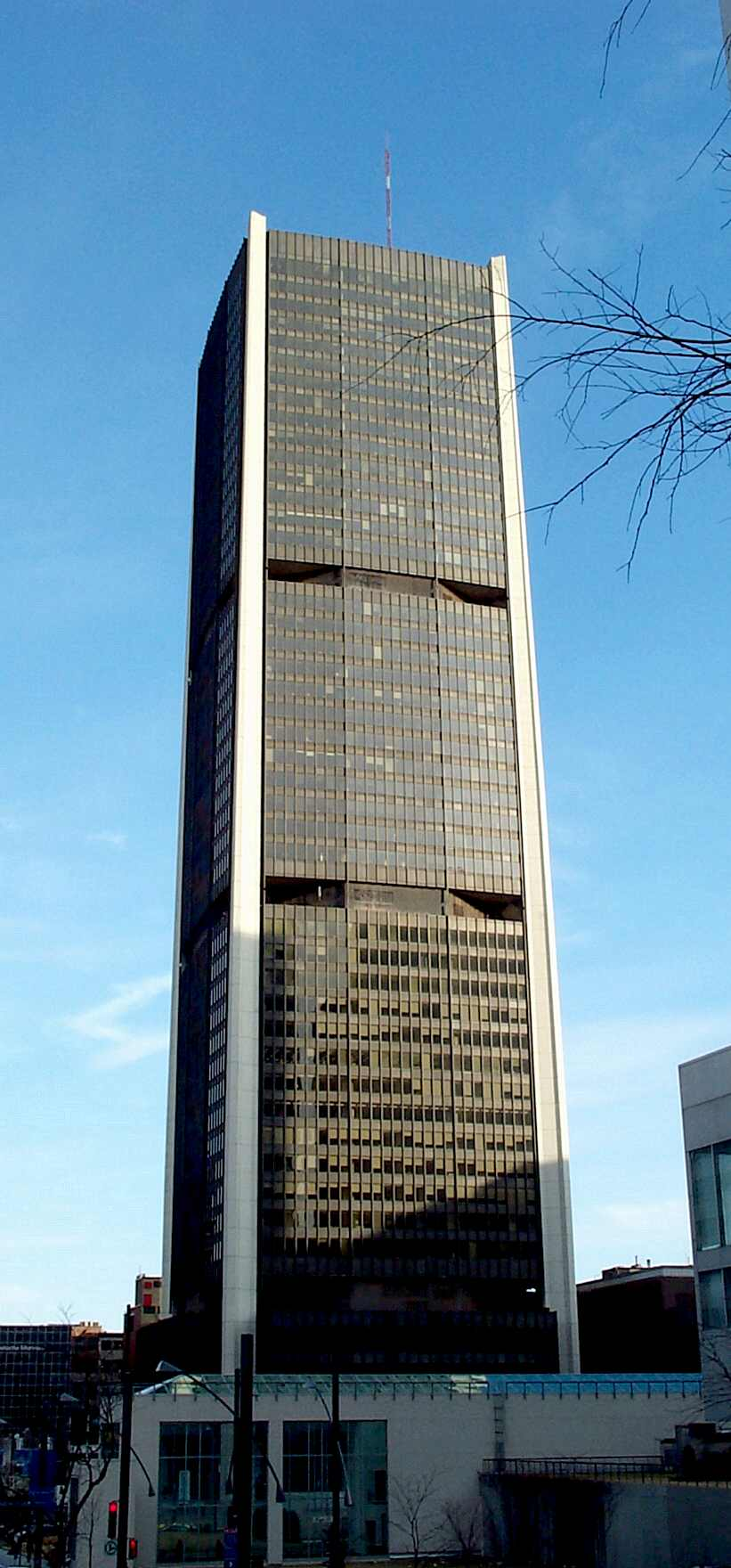
Tour de la Bourse, Montréal

- Stadio Artemio Franchi, Florens (1931)
- Utställningsbyggnad, Turin (1949).
- Unescos huvudkvarter, Paris (1950) (tillsammans med bland andra Marcel Breuer)
- Neapels centralstation (Napoli Centrale), Neapel (1954)
- Palazzetto dello sport, Rom (1958)
- Italienska kulturinstitutet, Stockholm (1958) (huvudarkitekt Giò Ponti)
- Pirellihöghuset, Milano (1960) (huvudarkitekt Giò Ponti)
- Olympiastadion, Rom (1960)
- Palazzo del Lavoro, Turin (1961)
- Pappersfabrik, Mantua (1962)
- George Washington Bridge Bus Station, New York (1963)
- Tour de la Bourse, Montréal (1964)
- Byggnader vid Dartmouth College, New Hampshire
- Norfolk Scope, Norfolk, Virginia i USA (1971)
- Good Hope Centre, Kapstaden (1976)